# Aegaeobuthus gallianoi
Espèce
Synonymes
- Mesobuthus gallianoi Ythier, 2018

Aegaeobuthus gallianoi est une espèce de scorpions de la famille des Buthidae.

## Distribution
Cette espèce est endémique de Crète en Grèce. Elle se rencontre sur le plateau du Lassithi.

## Description
La femelle holotype mesure 51,0 mm.

## Systématique et taxinomie
Cette espèce a été décrite sous le protonyme Mesobuthus gallianoi par Ythier en 2018. Elle est placée dans le genre Aegaeobuthus par Kovařík en 2019.

## Étymologie
Cette espèce est nommée en l'honneur de Raymond Galliano (1933-2018).

## Publication originale
- Ythier, 2018 : « A new species of Mesobuthus Vachon, 1950 (Scorpiones, Buthidae) from Crete (Greece). » Revista Ibérica de Aracnología, no 32, p. 87-92.